# 부일교통 (경기)
부일교통(富一交通)은 경기도 부천시의 시내버스 운송 업체로 본사는 경기도 부천시 소사로 178 (소사본동)에 있고, 상동지점은 경기도 부천시 상동에 위치해 있다. 계열사로는 인천광역시의 시내버스 회사인 해성운수가 있다.

## 연혁
2003년 9월 4일 소사교통으로 설립하여 마을버스 회사로 시작하였으며, 2005년 3월 2일 소사교통에서 부일교통으로 변경하였다. 2006년 11월 13일부터 012번과 019번이 마을버스에서 시내버스로 전환되어 시내버스 회사로 바뀌졌다.

## 현황
2023년 11월 기준이다.
| 운행업체 | 보유 노선수 | 보유 노선수 | 보유 노선수 | 보유 노선수 | 보유 노선수 | 등록 대수 | 등록 대수 | 등록 대수 | 등록 대수 | 등록 대수 |
| -------- | ----------- | ----------- | ----------- | ----------- | ----------- | --------- | --------- | --------- | --------- | --------- |
| 운행업체 | 노선 합계   | 광역급행    | 직행좌석    | 일반좌석    | 시내일반    | 대수 합계 | 광역급행  | 직행좌석  | 일반좌석  | 시내일반  |
| 부일교통 | 10          | -           | -           | -           | 10          | 125       | -         | -         | -         | 125       |

## 운행 노선

#### 도시형버스
- ● 53번: 소사고등학교 - 소사어울마당 - 소사역 - 부천역 - 중동역 - 송내역 - 복사골문화센터 - 홈플러스 부천상동점 - 삼산체육관역 - 삼산동 - 작전동 - 계양경찰서 - 롯데마트 계양점 (옛 019번)
- ● 55번: 소사공영차고지- 소사국민체육센터 - 하이퍼마트 - 정우슈퍼 - 소사3동주민센터 - 삼익.SK.한신아파트 - 조공아파트 - 괴안사거리 - 동광교회 - 역곡역 (옛 019-1번)
- ● 55-1번: 시온고등학교 - 소사주공2,4단지 - 동남사거리 - 괴안사거리 - 동광교회 - 역곡역
- ● 56번: 소사고등학교( 이하 역순) - 소사초등학교 - 소사어울마당 - 소사역 - 부천성모병원 - 소명여자고등학교 - 원미어울마당 - 꿈·연화마을 - 원미고등학교 - 롯데백화점 - 부천시청 - 이마트 중동점 - 현대백화점 중동점 - 포도마을 - 부천터미널 소풍 (옛 019-2번)
- ● 56-1번: 부천남부생태공원 - 천왕역 - 제이드카운티(옥길지구) - 호반베르디움, 자이 - 계수농협 - 범박힐스테이트 - 소사어울마당 - 소사역 - 부천성모병원입구 - 원미청구아파트 - 당아래 - 부천종합운동장 - 까치울역 - 까치울초등학교 - 신작동사거리 - 고강시장입구 - 고강1주민지원센터.수주어린이공원 - 수주고등학교 - 고강동철탑 - 수주중학교 (저상버스 운행)
- ● 56-2번: 주공2.중흥S클래스.소안초등학교 - 부천범박힐스테이트 - 호반베르디움 - 별빛마루도서관.소사경찰서 - 천왕이펜하우스 - 천왕역 (평일에만 운행)
- ● 57번: 소사공영차고지 - 소사주공1,2,3,4단지 - 범안동행정복지센터 -                    온수역 (저상버스 운행)
- ● 57-1번: 부천남부생태공원 - 옥길자이,호반베르디움(옥길지구) - 범박힐스테이트 - 범박휴먼시아1단지 - 온수역 (2020년 57-2번과 통합)(저상버스 운행)

## 미운행 노선 (폐선 또는 타 회사로 이관, 형간전환 노선 포함)
- ● 15번: 송내역 - 자동차매매단지 - 송내고등학교 - 상동고등학교 - 벚꽃마을 - 상동중학교, 상일고등학교 - 부천정보산업고등학교 - 하얀,백송마을 - 행복한마을,푸른마을/상일중학교 - 홈플러스 상동점 - 부천터미널 소풍 - 진달래,다정한마을 (2019/10/01 부로 33번으로 변경, 성일운수로 이관)
- ● 33번: (구 53-1번) 송내역 - 상동고,상일고 - 하얀,백송,포도마을 - 부천터미널소풍 - 현대백화점,부천시청 - 롯데백화점 - 춘의사거리 - 종합운동장사거리 - 까치울중 - 성곡동주민센터 - 원종동사거리 - 고강시장 - 수주초교 - 고강동 (2010/01/01 33번으로 노선번호 변경, 2010/06/25 부로 소신여객으로 이관되어 노선 일부 변경하여 23번으로 운행)
- ● 35번: 대장동차고지 - 오정구청,오정동 - 부천우편집중국 - 금호,삼하,백산빌라 - 동상빌리지 - 원종2동주민센터 - 원종고 - 여월동 - 까치울사거리 - 역곡중 - 역곡북부역 (부천버스에서 이관받은 노선)(구, 부천버스 95-1번)
- ● 51번: 역곡북부역 - 농협사거리,역곡시장 - 역곡감리교회 - 동부아파트입구 - 역곡2동주민센터 - 가톡릭대학교 - 은성아파트 - 장미슈퍼 - 보람쉬움아파트 - 성심슈퍼 - 현대아파트 - 대진아파트 (구,정원운수/현,은혜교통 부일교통으로부터 분리, 마을버스회사로 설립하여 운행)
- ● 51-1번: 역곡북부역 - 농협사거리,역곡시장 - 역곡감리교회 - 동부아파트입구 - 동부아파트경유 - sb마트 - 역곡2동주민센터 - 가톨릭대학교 - 은성아파트 - 장미슈퍼 - 보람쉬움아파트 - 성심슈퍼 - 현대아파트 - 대진아파트 (51번노선에 동부아파트 경유하는 노선이며, 51번 차량 그대로 운행// (구,정원운수/현,은혜교통 부일교통으로부터 분리, 마을버스회사로 설립하여 운행))
- ● 51-2번: 역곡북부역 - 무정차 - 가톨릭대학교 - 무정차 - 역곡남부역(구,정원운수/현,은혜교통 부일교통으로부터 분리, 마을버스회사로 설립하여 운행)
- ● 52번: 상동회차지 - 웅진플레이도시 - 홈플러스 상동점 - 부천시청역 - 신중동역 - 원미고등학교 - 대성병원 - 원미초등학교 - 소사역 - 역곡역 - 유한대학교 - 성공회대학교 - 온수역 (옛 012-1번. 저상버스 운행)(2024년 1월 2일 성일운수로 이관)
- ● 52-1번: 역곡북부역 - 국민은행 - 가톨릭대학교 - 대진아파트 - 금강맨션,대화아파트 - 소명삼거리 - 소사역 - 성모병원 - 원미초교 - 대성병원 - 롯데백화점 - 은하마을입구 - 부천시청 - 현대백화점,이마트 (2009/5/1 52번과 통합되며 폐선됨)
- ● 57-2번: 제이드카운티 - 옥길LH1단지 - 범박휴먼시아1단지 - 보광빌라 - 유한대학교 - 성공회대학교 - 온수역 (2020년 7월 57-1번과 통합되며 폐선됨)
- ● 66번: 옥길동(제이드카운티.헤일라움) - 옥길단독2블럭 - 자이,호반베르디움 - 소사고등학교 - 소새울역 - 소사역 - 부천역 - 부천대학교 - 부천소방서 - 신중동역 - 부천시청역 - 상동역 - 행복한마을 , 푸른마을 - 부천정보산업고등학교 - 벛꽃마을 - 자동차매매단지 - 송내역 (67번과 통합)(저상버스 운행)(2024년 1월 2일 성일운수로 이관)
- ● 67번: 부천성모병원입구-소명여고사거리 -소명사거리 ( 이하 역순)- 소사역 - 소사초등학교- 소새울역 - 자이.호반베르디움  - 이마트 타운 옥길점- 제이드카운티2단지.헤일라움(66번과 통합)
- ● 77번: 오정구청 - 오정동 - 쌍용테크노3차 - 신흥시장 - 중흥고교 - 부천시청 - 이마트 - 현대백화점 - 부명정보산업고교 - 중앙공원 - 순천향병원 - 복사골문화센터 - 법원,검찰청 - 반달마을 - 송내역 (신설 후 미운행, 폐선)
- ● 96번: 범박휴먼시아 - 괴안사거리 - 소사어울마당 - 소사역 - 부천역 - 시민운동장,시민회관 - 상동시장 - 송내역 (소신여객에서 이관받은 노선) (2017년 9월 30일 폐선)
- ● 96-1번: 송내역 - 삼산동(소신여객에서 이관받은 노선) (2017년 12월 1일 폐선)

## 사건,사고
부천 버스 폭발사고는 2014년 7월 1일 오후 8시 57분경에, 경기도 부천시 원미구 상동 웅진플레이도시 인근에서 출발대기 중이던 (공차회송 후) 부일교통 소속 경기도 도시형버스(GBUS) 52번 버스가 폭발한 사고이다. 이 사고는 버스 뒷부분에서 화재가 먼저 발생해, 이 사고로 버스가 폭발되며 전소한 것으로 추정된다. 더불어 화재 진화과정에서 2차 폭발이 있었다. 다행히도 이 사고는 버스에 승객은 아무도 타고 있지 않았고, 기사도 화장실에 있던 중 벌어지면서, 인명피해는 없었다.

## 보유 차종

#### 자일대우버스
- 자일대우 NEW BS090
- 자일대우 NEW BS110

#### 현대자동차
- 현대 그린시티
- 현대 일렉시티
- 현대 일렉시티 타운

## 사업장 현황
- 본사 : 경기도 부천시 소사로 178 (소사본동)
- 영업소 : 경기도 부천시 상일로 46 (상동)

## 갤러리

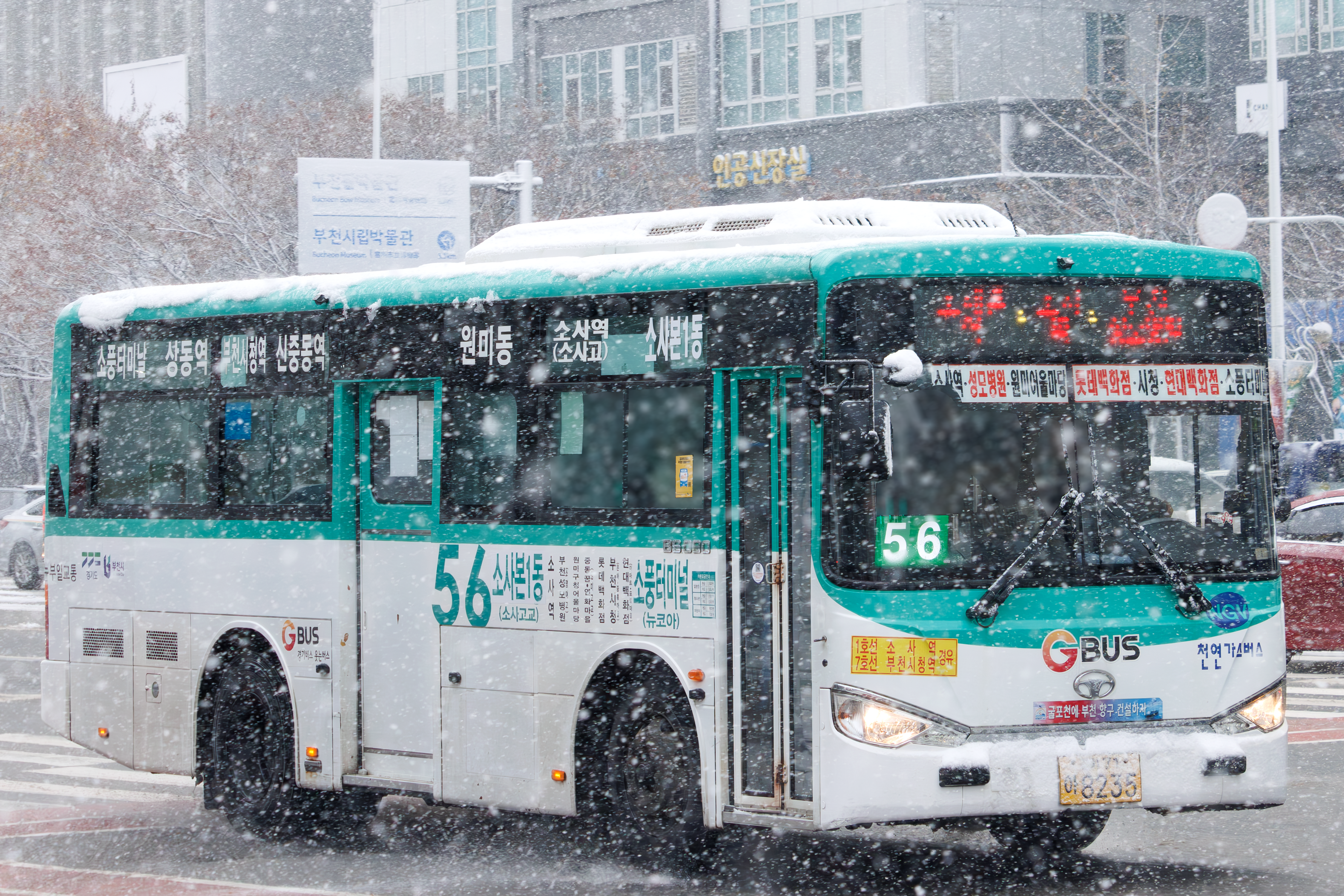
부천시내버스 56번
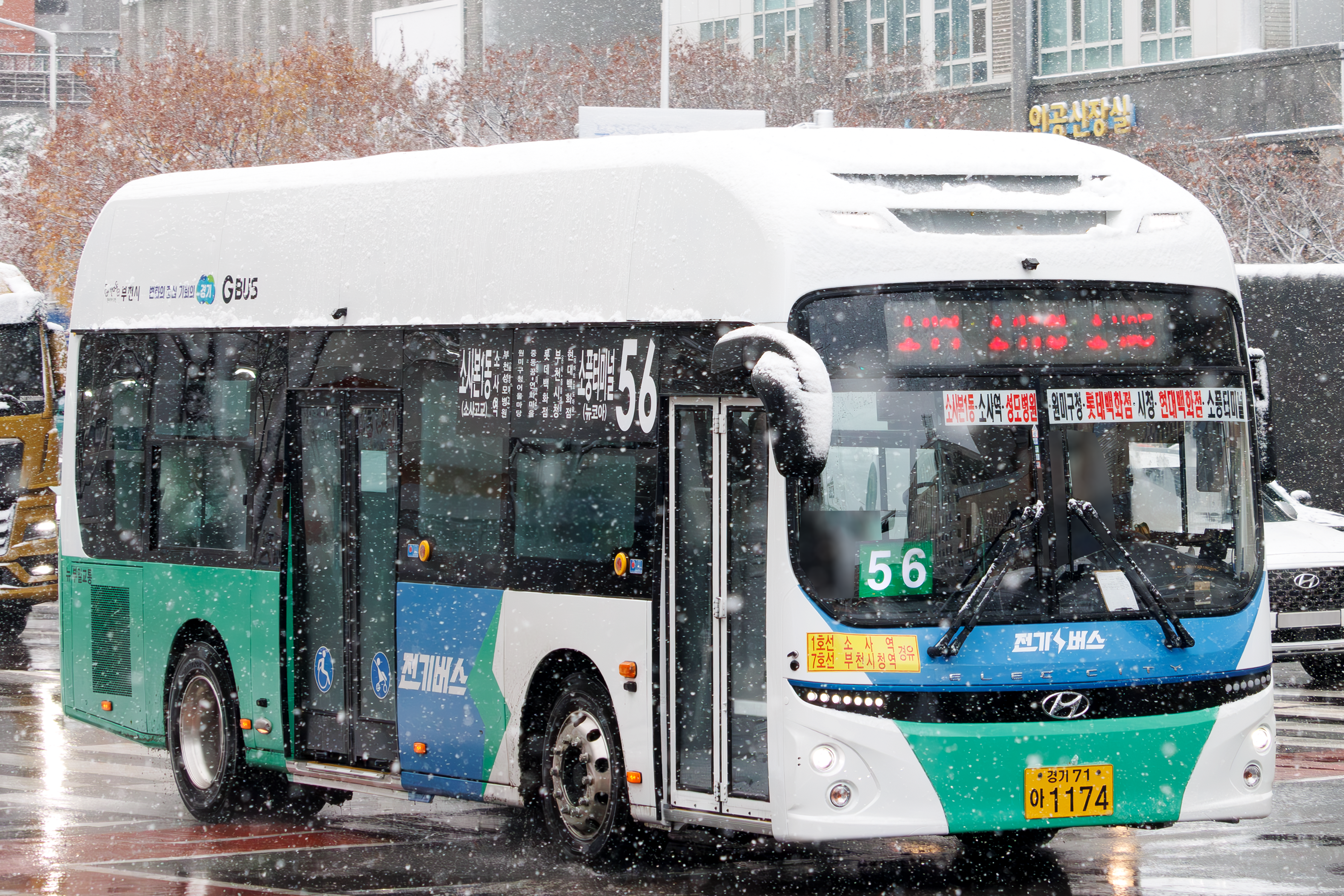
부천시내버스 56번